# Holding on to You
«Holding on to You» es una canción escrita y grabada por el dúo musical estadounidense Twenty One Pilots, para su segundo álbum de estudio "Regional at Best".  Una versión parcialmente regrabada de la canción apareció en su tercer álbum de estudio, Vessel.  "Holding on to You" fue lanzado como el primer sencillo de  Vessel  en iTunes Store en todo el mundo el 11 de septiembre de 2012, pero fue lanzado por primera vez en la cuenta PureVolume de Twenty One Pilots el 7 de septiembre de 2012. Se lanzó un video de la canción el 15 de noviembre. El video fue dirigido por Jordan Bahat. La canción impactó a la  radio alternativa el 4 de diciembre de 2012,  y se lanzó al  hit contemporáneo de la radio el 11 de junio de 2013. Es el primer sencillo de la banda.

## Fondo
En una entrevista con SiriusXM, Tyler Joseph, el cantante principal de Twenty One Pilots, reveló que estaba considerando terminar su carrera en la música, pero continuó mientras estaba entusiasmado con una canción en la que estaba trabajando llamada  "Entertain my Faith"; sin embargo, su nombre se cambió a "Holding on to You" cuando Joseph no pudo decidir un título mejor.  Aunque originalmente no estaba satisfecho con el título, desde entonces se ha acostumbrado.  "Recuerdo el riff..." Joseph dice mientras habla sobre la concepción de "Holding on to You", "en el piano, en las teclas. Soy muy visual cuando escribo música y recuerdo que accidentalmente salté sobre un algunas notas cuando estaba tratando de descifrar solo el riff y no pensé que funcionara. Luego lo escuché nuevamente y en realidad el riff anticipa la progresión del acorde de una manera muy agradable y luego me enamoré". "Holding to You" contiene elementos líricos del coro de "Lean wit It, Rock wit It" de Dem Franchize Boyz.  Las voces de la canción en el álbum  Regional at Best  se grabaron en el sótano de Joseph, y las mismas se usaron para su primer lanzamiento de etiqueta principal del álbum Vessel.

## Lista de canciones
Descarga digital / Stream

| N.º | Título                              | Duración |  |
| 1.  | «Holding on to You (sencillo edit)» | 4:04     |  |

## Personal
- Tyler Joseph - voz, guitarra eléctrica, bajo eléctrico, pianoforte, sintetizadores
- Josh Dun - batería, percusión

## Posicionamiento en listas
| Listas (2013)                    | Mejor posición |
| -------------------------------- | -------------- |
| US Rock Songs (Billboard)        | 33             |
| US Alternative Songs (Billboard) | 10             |
| US Rock Airplay (Billboard)      | 32             |

## Historial de lanzamientos
| País           | Fecha               | Formato                  | Discográfica               |
| -------------- | ------------------- | ------------------------ | -------------------------- |
| Mundial        | 1 de agosto de 2012 | Descarga digital, stream | Fueled by Ramen            |
| Estados Unidos | 11 de junio de 2013 | Top 40 radio             | Fueled by Ramen/Roadrunner |